# Roshi (rappeur)
Roshi ou parfois Captaine Roshi, est un rappeur  et auteur-compositeur-interprète français, né le 16 juin 1996 à Kinshasa.
Actif depuis ses 18 ans, il sort sa série de morceaux « #SDD » le faisant connaitre, puis fait partie du groupe Ultimate Boyz avant de signer chez Caroline Records et ainsi lancer sa carrière solo en 2019.

## Biographie

### Identité
Le mystère est quasi total quant à la vraie identité de Roshi. Son prénom serait Rocky selon deux sources, l'une d'entre elles écrivant même Rocky David. Dans son morceau Interlude : Road to Larosh, Roshi dit également : « D'une terre à une autre, le jeune capitaine que j'ai connu sous le nom de Rocky ou le Serpent Pigalle en a fait du chemin ».

### Enfance, jeunesse et passions
Roshi nait à Kinshasa, en République démocratique du Congo, le 16 juin 1996. Il est d'origine congolaise, mais également sénégalaise. Il vit dans son pays de naissance jusqu'à l'âge de 11 ans,. C'est alors qu'il se rend par bateau en France, un pays et un continent qui ne le font pas spécialement rêver, à l'exception de la neige, qui le déçoit en raison des douleurs qui lui sont liées.
Il rejoint sa mère et son grand frère Peter, partis deux ans plus tôt afin de soigner le cancer de ce dernier. « J'ai quitté un père (...) et une situation plutôt bonne et je suis passé à une situation très mauvaise en arrivant à Paris ». Ils sont hébergés par l'Etat dans des chambres d'hôtel composées d'une unique pièce, et changeront très souvent d'hôtel,.
Jusqu'à ses 18 ans, il vit à trois dans une chambre, avec un lit, une télé... « C'était difficile. Ça a failli me détruire, j'étais à deux doigts de péter les plombs. Je n'avais pas d'activité, j'allais à l'école, et quand je rentrais, cet environnement me saisissait encore et encore. Je devenais méchant, colérique, j'en voulais toujours aux autres… Mais je me suis adapté. Je restais dehors, j'évitais d'être trop à l'hôtel, sinon j'aurais pu sombrer. J'ai arpenté la ville, mon quartier ».
Il apprécie tout particulièrement les jeux vidéo, la mythologie et les mangas, trois univers qui lui permettent de s'évader de sa chambre et de se construire un monde imaginaire, lui qui doit en outre déménager entre Pigalle, Argenteuil et Villeneuve-Saint-Georges. Il joue aussi beaucoup au football, notamment au Congo, mais arrête de pratiquer par manque d'argent.
Une cinquième voie d'évasion, la plus marquante, s'offre à lui : le rap. Mais les mangas y seront omniprésents… « c'est comme une petite drogue pour moi, j'en regarde énormément, je lis partout et aujourd'hui ça fait partie intégrante de ma musique ». Et la mythologie aussi… « Je kiffe les mythologies nordique, scandinave, égyptienne. Je suis fasciné par les pouvoirs des personnages ». Son album Larosh est particulier. « Quand je [le] façonnais, j'avais l'Odyssée en tête. J'ai voulu reprendre la figure d'Ulysse qui cherche à rentrer à Ithaque mais qui est prisonnier de la mer ».

### Carrière
Roshi est un artiste du label Danger Productions de la maison de disque Capitol Music France, qui s'est associé à Virgin Records France en 2006 et Caroline Records en 2021 pour former Virgin Music Label & Artist Services. C'est donc un artiste du major Universal Music.

#### Prémisses
En grandissant, ses sœurs découvrent le rap américain et le font écouter à leur petit frère, avant de passer au rap français. « Je crois que j'ai toujours aimé la musique depuis tout petit, je chante et je danse beaucoup ». Roshi commence à écrire à l'âge de 12 ans, « en mélangeant les flows et les textes de ses rappeurs préférés », comme il l'explique sur son profil Spotify. Ce sont notamment la Sexion d'Assaut, Mister You et Despo Rutti. « Je rappais pour mes frères ou les potos qui me disaient que j'avais une belle voix ». « Mes grands frères ramenaient leurs potes dans ma chambre et ils me disaient : 'vas-y, chante' ».
« Mon premier souvenir d'auditeur c'est ‘À 30%' de Maître Gims. Un grand cousin était venu chez moi, il avait de la musique sur son téléphone. Quand j'ai eu l'occasion de prendre son téléphone, sans qu'il ne me voit, il était verrouillé… Du coup, il n'y avait qu'un morceau disponible c'était celui de Gims ». Avant d'ajouter : « Au bout de plusieurs écoutes, j'ai réalisé à quel point il disait des trucs incroyables. C'est la première grande baffe, c'est là où j'ai réalisé à quel point le rap c'est stylé ».

#### Premiers enregistrements
À 18 ans, il enregistre ses premiers sons avec son groupe Ultimate Boyz, qu'il compose alors avec Bitchies (Big B) et Squidji, et en publie quelques-uns sur SoundCloud . « À force, on s'est fait un petit nom... le problème c'est que quand il fallait faire des clips, tout le monde n'était pas présent. On était pas tous prêt, pas tous sur la même longueur d'ondes, ni avec le même sérieux ». « C'est là (....) que j'ai pensé partir faire un truc en solo. Je restais dans le groupe, mais je faisais un pas de côté. Ça a commencé petit à petit, avec des clips à l'iPhone. Si tu n'as pas les moyens, il y a quand même moyen. De là, j'ai enchaîné, les autres n'arrivaient plus à suivre ».
Dès ses premiers freestyles en solo, il est approché par le label Virgin. En fin d'année 2016, il perce avec « Elle » sur SoundCloud. Ce n'est toutefois que deux ans plus tard qu'il signe sur le label.
Il se confie à ce sujet fin 2019 : « Quand j'ai balancé mon premier extrait, je me suis dit : “si je ne fais pas 5 000 vues en un mois j'arrête le rap”. J'ai réussi et c'est ce qui m'a vraiment poussé à continuer ». Il poursuivra quelques années plus tard, en 2018, avec les huit épisodes de la série #SDD, pour Serpent Deviendra Dragon. C'est de lui qu'il parle, puisqu'il est surnommé le "Serpent de Pigalle", quartier où il a habité de nombreuses années. « J'ai réalisé que ça commençait à prendre avec ‘Périmètre', le 3ème épisode de ma série de freestyles. (...) Par la suite, j'ai enchainé sur ‘Metro, boulot' qui a fait pas mal de bruit aussi ».
Il se place dans la nouvelle trap française et début 2019, il signe chez avec le label Caroline Records, à qui appartient la maison de disque Capitol Music France. La machine est en place.

#### Attaque, Contre Attaque, W.A.R et Attaque II(2019-2020)
Le 15 novembre 2019, Roshi dévoile l'album Attaque, qui compte 15 titres et sur lequel apparaissent Key Largo, Squidji et Youv Dee.
Roshi commente à ce sujet que son chef de projet « n'aime pas beaucoup qu'il soit si productif. Ça lui pose des problèmes, on a déjà eu beaucoup de mal à décider de la tracklist parce que j'avais 55 sons et qu'il fallait en garder 15. Il m'a même puni. Il m'a interdit de studio pendant trois mois ».
Le 14 février 2020 est dévoilée la réédition du projet Attaque, intitulée Contre Attaque et comptant 5 titres supplémentaires, dont une collaboration avec Kafé.
Le 29 mai 2020 est le jour de sortie de l'album W.A.R, qui propose un featuring avec Black D et un autre avec Gradur et Key Largo.
Le 27 novembre 2020, à peine plus d'un an après la sortie d'Attaque, parait le deuxième volume, Attaque II, avec PLK, Gradur et Alpha Wann. Le titre Pigalle a été enregistré dans les studios berlinois de Colors.

#### Road to Larosh(2021)
Onze mois plus tard, le 28 octobre 2021, c'est au tour de Road to Larosh de sortir, où Roshi a invité Guy2Bezbar, MALTY 2BZ, Wit. et La Fève. LaRosh, c'est le surnom de Roshi.
Il s'agit d'un album plein d'introspection. « C'est plus privé, plus intime. Je raconte mes problèmes, mes joies aussi. Ça m'a pris du temps de dépasser ma timidité initiale et d'arriver à m'ouvrir en studio comme ça, devant tout le monde ! ».

#### LaroshetLarosh 1er(2022-2023)
C'est le 21 avril 2022 que Larosh est finalement dévoilé. Cet album de 17 titres contient des featurings avec Mister V, Lefa, Dinos et Timal[source secondaire souhaitée]. Sa réédition en tant que Larosh 1er parait le 16 février 2023. On y retrouve[style à revoir] ainsi huit nouveaux morceaux, dont des collaborations avec So La Lune et Norsacce Berlusconi[source secondaire souhaitée], portant à 25 le nombre total de titres.

#### Night RideIetII(2023-2024)
Le 12 décembre 2023, Roshi et Amine Farsi collaborent sur un EP de cinq titres, intitulé Night Ride. L'un des morceaux est une collaboration avec Gradur. Le 1er février 2024, Roshi collabore cette fois-ci avec le producteur Shaz sur un nouvel EP de cinq titres, intitulé Night Ride II.

### Nom de scène et style

#### Nom de scène
Son premier nom de scène Captaine Roshi a été trouvé dans l'une de ses plus grandes passions : les mangas. En effet, Roshi vient de Rocky, son prénom, mais aussi du personnage d'Orochimaru de Naruto.
En novembre 2019, il commente ce choix : « C'est un personnage qui recherche la jeunesse éternelle et qui fait extrêmement jeune. Je m'identifie bien à lui car on me dit toujours que je fais beaucoup plus jeune que mon âge ». En mai 2022, c'est un autre aspect qu'il met en avant : « Orochimaru utilise des techniques interdites et cherche toujours à en acquérir de nouvelles. Sur chaque projet, je cherche toujours à apporter une touche nouvelle, une note que je n'avais pas encore expérimentée ».
Et pour le terme Captaine : « Je vois mes fans comme des pirates, on est tous sur un grand bateau », et il explique que plus jeune, il aimait, au foot par exemple, « avoir le rôle de celui qui relève son équipe quand elle est à terre, qui fait ressortir les qualités des autres. Il faut une certaine confiance en soi, mais pas pour donner des ordres, plutôt comme un général. J'ai toujours adoré ces images des commandants de l'empire romain, ça m'inspire beaucoup...». 
À partir du mois de juin 2023, Captaine Roshi devient simplement Roshi[source secondaire souhaitée].

#### Style
Selon Toute La Culture, la caractéristique principale de Roshi est « sa voix rauque, éraillée, presque cassée, [qu'il] peut faire varier à l'infini, et ne se gêne pas pour échauffer sa voix pleine de vibratos au début de nombreux morceaux ». Il apprécie aussi les refrains chantés, sans recourir à l'autotune. On le dit capable d'alterner aigus et graves, avec une voix et un flow mélancoliques.
Il explique : « Quand je veux faire du Roshi, pas de la pure trap, mais mon style à moi, je suis obligé de prendre du temps pour réécouter des sons congolais. Ça fait partie de mon processus, de mon essence. Moi, je veux que les artistes congolais m'écoutent et se disent 'Ah ce petit, il est comme nous !' ». « Ma musique c'est avant tout kiffer l'instant. Sois fou, fais ce que tu veux. Mon style c'est un mélange de folie et de joie ».
Roshi ne fait pas du one-shot en studio comme beaucoup d'artistes de trap. Il prend le temps de se balader avec la prod dans son casque et y réfléchit. « Je fredonne, je fais des petits effets, et quand j'ai trouvé une bonne vibe, je l'enregistre », et bien souvent, « ça passe par le fait de trouver un titre, ce qui va donner un thème, puis un texte ».

## Discographie

### Singles
- 2019
  - La pègre
  - La route (freestyle SDD 5)
  - Rage (freestyle SDD 6)
  - Cérémonie (freestyle SDD 7)
  - Mailler (freestyle SDD 8)
  - Le crime chante
  - 4 Problèmes (#TalentOKLM)
  - Attaque, feat. Key Largo
  - Kirikou, sur la compilation Game Over Volume 2

- 2020
  - Opération CDL, feat. Black D, sur la compilation Carré Dans L'angle
  - 09 (Freestyles views)
  - Demi tarifé, feat. LMB
  - Zala, sur la compilation Emodrill - Le nouveau Western
  - Molotov
  - Champions, feat. Vladimir Cauchemar
  - Pigalle - A COLORS SHOW
- 2021
  - Momonosuke (Dragon 1)
  - Acnologia (Dragon 2)
  - Grande Armée, feat. Wit.

- 2022
  - Régiment
  - Trop de devoirs, sur l'album SEGPA (Album inspiré du film "Les SEGPA")
  - Pti cœur, avec Mister V, sur la compilation Game Over 3 - Terminal 1
  - Fast life, feat. Timal
  - Frappe, feat. Lefa
  - Pleine lune, feat. Mister V
- 2023
  - Ulyss
  - Ebola (Pt.2), feat. Norsacce Berlusconi
  - Loup, feat. So La Lune
  - En place
  - Coup d'un soir
  - Sans nouvelles, avec Amine Farsi feat. Gradur
  - Canon, avec Amine Farsi

### Apparitions
2019 :
- LMB - Marchands de Sable
- DJ Weedim Coup de fil (sur l'album Boulangerie française 20 / 20 (Thèse))
- Coyote Jo Bastard avec Roshi & Key Largo - Miroir

2020 :
- Tengo John - Astéroïde (sur l'album Temporada)
- DJ Weedim - A l'abordage, (sur l'album Boulangerie française vol. 4)
- Squidji - Mayday, (sur l'album Parades)
- Ismo Z17 - Coupe, (sur l'album Confiné)
- Noname - Money, (sur l'album Panda)
- Elh Kmer - Béni (sur l'album Rescapé)

2021 :
- Nyda - Chargé
- Norsacce Berlusconi - Ebola (sur l'album Marathon)
- MadeInParis - Champagne (sur l'album Voulez-vous coucher avec moi)
- Lefa - Interview, (sur les albums DMNR et Démineur)
- 7 Jaws - En avant (sur l'album Je vois les couleurs)
- Vladimir Cauchemar - Avenue (sur l'EP Brrr EP)
- Slimka - Jamaican Mule (sur l'album Tunnel Vision)
- Tawsen - Capitale, (sur l'album Nessun Dorma)
- Josué - Survis (sur l'album Béni)
- Nyda - No no (sur l'album Acte 1 : Le réveil du loup)
- Titai - Young, sur l'album (sur l'album Anti Social)

2022 :
- Prototype - Madara Clan (sur l'album Extra)
- Lujipeka - Rythme infernal, (sur les albums Lujradio (Vol.1) et Montagnes Russes)
- Black D - Manège (sur l'album Majin Black)
- KR Malsain - Propriétaire (sur l'album Paris Sud)
- Bekar - Le film de ma vie, (sur l'album Mirasierra)
- STU - Faut Pas (sur l'album Lochness)
- 1863 - NRV (sur l'album Teahupoo)
- So La Lune - Nouveaux pirates (sur l'album Fissure de vie)
- Raplume feat. Roshi et Edge - Seul (sur la compilation Le soleil se lèvera à l'Ouest de Raplume)

2023 :
- Lybro - Helsinki (sur l'album Oozaru)
- Vacra - Katana (sur l'album Galatée)
- Nyda - Parle moi (sur l'album Acte II : Le loup dans la bergerie)
- Roshi & B.B. Jacques - Toxic (sur la compilation Miel de Raplume)